# L'Europa Résidence
L'Europa Résidence är ett höghus som ligger på Place des Moulins i distriktet Monte Carlo i Monaco. Den är tillsammans med La Résidence Sun Tower den 15:e högsta byggnaden inom furstendömet med 69 meter och 22 våningar.
Byggnaden uppfördes 1967.
Dominikanska Republiken, Georgien, Jordanien och Peru har sina honorärkonsulater i höghuset.